# I'm Going to Tell You a Secret (album)
I'm Going to Tell You a Secret è il primo album dal vivo della cantautrice statunitense Madonna, uscito il 16 giugno 2006.

## Descrizione
Il disco, venduto insieme al DVD del film-documentario I'm Going to Tell You a Secret che illustra i retroscena del Re-Invention Tour del 2004, presenta 13 canzoni registrate durante la performance sul palco.
Il disco, che si apre con la canzone The Beast Within (canzone già uscita nel 1990 come b-side del singolo Justify My Love in cui Madonna legge alcuni brani dell'Apocalisse), contiene anche un remix di Hollywood, la cover di Imagine di John Lennon, la canzone Lament (tratta dalla colonna sonora del film Evita), il brano Mother and Father che contiene versi tratti da Intervention (canzone inserita nell'album American Life) e un'inedita versione rock di I Love New York (già contenuta nell'album Confessions on a Dance Floor).

## Tracce
1. The Beast Within (testo tratto dalla Bibbia) – 5:04 (Lenny Kravitz, Ingrid Chavez, Madonna)
2. Vogue – 5:31 (Madonna, Shep Pettibone)
3. Nobody Knows Me – 4:04 (Madonna, Mirwais Ahmadzaï)
4. American Life – 5:21 (Madonna, Mirwais Ahmadzaï)
5. Hollywood (Remix Interlude) – 3:59 (Madonna, Mirwais Ahmadzaï)
6. Die Another Day – 4:03 (Madonna, Mirwais Ahmadzaï)
7. Lament – 2:27 (Andrew Lloyd Webber, Tim Rice)
8. Like a Prayer – 5:22 (Madonna, Patrick Leonard)
9. Mother and Father – 5:21 (Madonna, Mirwais Ahmadzaï)
10. Imagine – 3:51 (John Lennon, Madonna, William Orbit)
11. Susan MacLeod/Into the Groove – 7:19 (Donald MacLeod, Madonna, Stephen Bray)
12. Music – 4:54 (Madonna, Mirwais Ahmadzaï)
13. Holiday – 5:44 (Curtis Hudson, Lisa Stevens)
14. I Love New York (Rock Version) – 2:52 (Madonna, Stuart Price)

## Classifiche

### Classifiche settimanali
| Paese (2006)      | Posizione raggiunta |
| ----------------- | ------------------- |
| Italia            | 1                   |
| Paesi Bassi       | 4                   |
| Portogallo        | 5                   |
| Belgio (Fiandre)  | 5                   |
| Svizzera          | 7                   |
| Danimarca         | 7                   |
| Francia           | 8                   |
| Germania          | 8                   |
| Belgio (Vallonia) | 10                  |
| Austria           | 12                  |
| Regno Unito       | 18                  |
| Polonia           | 34                  |
| Irlanda           | 40                  |

### Classifiche di fine anno
| Classifica (2006) | Posizione |
| ----------------- | --------- |
| Italia            | 64        |